# Конус-сепаратор
Ко́нус-сепара́тор (конус Уанса), (рос. конус-сепаратор, англ. cone-separator, нім. Konusscheider m) — технологічний апарат для збагачення корисних копалин, переважно вугілля, у піщаній або піщано-глинистій суспензії.
Для підтримання частинок обважнювача у завислому стані проводиться повільне перемішування суспензії. Вивантаження легкого продукту, що спливає, провадиться через зливний поріг, а осілого важкого продукту — через шлюзовий пристрій.